# PC de poche
Un PC de poche (PDA en anglais) est un ordinateur en taille réduite qui emploie une version simplifiée des systèmes d'exploitation Windows CE, Palm OS ou Linux. Il se rapproche de plus en plus des capacités des PC de bureau. Actuellement il y a milliers d'applications pour PC de Poche, beaucoup sont gratuites. Quelques-uns de ces appareils, employant Microsoft Windows Mobile 2003 SE ou Microsoft Windows Mobile 2005 Phone Édition, proposent les fonctions d'un téléphone portable. Des PC de poche peuvent recevoir de nombreuses extensions, comme les récepteurs de GPS ou les lecteurs de codes-barres.
Selon Microsoft, le PC de Poche est « un appareil de poche qui gère des mails, des contacts, des rendez-vous, des fichiers multimédia, des jeux, qui est également capable d'utiliser un outil tel que Messager de MSN, qui se connecte à l'internet… »
D'un point de vue technique, Microsoft fournit le cahier des charges d'un PC de poche qui précise les diverses configurations matérielles et les divers logiciels à intégrer. Cela n'engage que les appareils utilisant l'OS de Microsoft.
La version courante actuelle de l'OS de Microsoft est le Mobile de Windows Édition de 2005 lancé fin 2005. Les premiers appareils commercialisés l'utilisant sont les QTEK 8300, 9000 et 9100 et le Dell Axim X51.
Les PC de poche sont fabriqués et vendus par plusieurs compagnies différentes ; les fabricants majeurs sont HP (sous les marques de iPAQ), Toshiba, Palm, Qtek, Asus et Dell. Les prix 2005 vont de 100 € pour les appareils les plus modestes jusqu'à plus de 1 000 € pour un appareil comme le QTek 9000.
L'histoire des PC de poche (modernes, issus des prototypes des années 90) a commencé avec des ordinateurs de marque Apple et Palm. Microsoft a rapidement positionné un OS spécifique pour des appareils de petite taille : Windows CE. Aujourd'hui apparaissent quelques annonces de produits grand public reposant sur des noyaux Linux.